# 塔加里揚社
塔加里揚社（Taccariangh），為臺灣原住民馬卡道族古部落名。依口傳左營舊城或鳳山市埤仔頭可能為塔加里揚社的舊社址，同樣，亦有可能是馬卡道族的祖居地。 中研院院士劉益昌的啟蒙恩師林朝棨教授所研究的左營小川貝塚，探究了塔加里揚和大湖文化有關，塔加里揚馬卡道極有可能受舊石器晚期牛稠子文化中的大湖文化的影響。  另deTafe山（大崗山舊稱）以南，典寶溪水域一直到援中港出海口的塔加里揚社應與後來屏東阿猴社（Akauw）為具一定意義上且是有關聯的族群。依熱蘭遮城日誌中一段荷蘭人寫的記述，1644年南路地方會議的與會者，塔加里揚社的長老為Vagila、Serong、Hierong和Torrebouan。與會的名義為Taccariangh，次年，1645年，出席者Vachira、Sarim、Quierong。但Torrebouan(Taraban)被Sangnarau取代，與會的名義為Tacarian。1946年南路會議出席Vagila、Sarium、Sangnarau。-而出席會議的名字從塔加里揚更名為Akauw（阿猴社）長老大多還是原先塔加里揚舊社的長老，只是Taravan頂替了原先Kilongh(Quierong)的職位。可以看出，塔加里揚和屏東阿猴社有一定程度延續性。

## 塔加里揚方言
塔加里揚方言（Tacarian dialect），關係到由塔加里揚系衍生出來的馬卡道族人，在做語言復振運動，從詞語的音推，轉而成復振中語言的關鍵，就在於語言從屬的問題。此段內容是記載於1636年9月5日尤伯羅寫給東印度公司商務委員會的信中，當時的打狗沿岸居住了許多唐人，因為剛來大員不熟悉高雄沿海的環境，所在的村莊受到塔加里揚的攻擊，而有13人傷亡，9名是直接遇襲身亡，8名唐人有倖存但身受重傷。而唐人（漢人）代表希望締結和約。1636年的1月27日住在高雄沿岸一帶的唐人跑到知母義（Tivalukang）請求協助，三位知母義的族人在日落以前給出回應告知他，因為與塔加里揚社部落的原住民認識，故願意協助陪同前往和談締約；並且塔加里揚語部份和知母義的語言是相通的。 